# نظریه منبع شناختی
نظریه منبع شناختی (انگلیسی: Cognitive resource theory)یک نظریه رهبری در حوزه روان‌شناسی صنعتی است که به دست فرد فیدلر و جو گارسیا در سال ۱۹۸۷ به عنوان یک مفهوم مجدد از مدل اقتضایی فیدلر مطرح شد. این نظریه بر تأثیر هوش و تجربه رهبر در واکنش به فشار روانی تمرکز دارد.

اساس این نظریه بر این نکته استوار است که فشار روانی دشمن عقلانیت است و در توانایی اندیشیدن منطقی و تحلیل رهبر اختلال وارد می‌سازد. با این حال، تجربه و هوش رهبر بر کاهش تأثیر این فشار روانی مؤثر است.